# Чжао Ці
Чжао Ці (спрощ.: 赵禥; кит. трад.: 趙禥; піньїнь: Zhào Qí), храмове ім'я Дуцзун (кит.: 度宗; піньїнь: Dùzōng; 2 травня 1240 —12 серпня 1274) — п'ятнадцятий імператор династії Сун.

## Життєпис
Походив з імператорського роду Чжао. Був сином князя Чжао Южуя. 1251 року отримав титул князя. 1253 року був оголошений спадкоємцем імператора Лі-цзуна. Після смерті останнього 1264 року став новим імператором.
Виявився не достатньо енергійним та розумним, щоб протидіяти монгольській навалі. На Чжао Ці значний вплив мав міністр Цзя Сі, який користувався надмірною довірою імператора задля власного збагачення. Військове майно розкрадалось, військо не готувалось до атаки з боку Монгольського улусу.
1268 року воєначальник династії Юань Баян та Хубілай вторглись до південного Китаю. Протягом шести років тривала битва за міста Сянфу та Сянгуан й околишні фортеці (сучасна провінція Хубей). Чжао Ці фактично не організовував спротив загарбникам, цим займалися місцеві гарнізони та командири. Зрештою, 1274 року монголам удалось завдати поразки сунській армії та захопити ту місцевість. Це стало ударом для імператора й він невдовзі помер. Трон після цього зайняв його син Чжао Сянь.

## Девіз правління
- Сяньчунь (咸淳) 1265—1274